# Heterodanaea stenophylla
Heterodanaea stenophylla là một loài dương xỉ trong họ Marattiaceae. Loài này được Kunze C. Presl mô tả khoa học đầu tiên.